# Indopodisma kingdoni
Indopodisma kingdoni är en insektsart som först beskrevs av Boris Petrovich Uvarov 1927.  Indopodisma kingdoni ingår i släktet Indopodisma och familjen gräshoppor. Inga underarter finns listade i Catalogue of Life.